# Lamberto Gardelli
Lamberto Gardelli (ur. 8 listopada 1915 w Wenecji, zm. 17 lipca 1998 w Monachium) – włoski dyrygent.

## Życiorys
Studiował w Liceo Musicale Rossini w Pesaro, a następnie w Rzymie. Do grona jego nauczycieli należeli Amilcare Zanella, Adriano Ariani, Goffredo Petrassi i Alessandro Bustini. Karierę rozpoczął jako asystent Tullio Serafina, debiutował w 1944 roku w operze rzymskiej, prowadząc przedstawienie Traviaty. W latach 1946–1955 pełnił funkcję dyrygenta Kungliga Operan w Sztokholmie, następnie od 1955 do 1961 roku był dyrygentem DR Symfoniorkestret w Kopenhadze. Gościnnie dyrygował w Budapeszcie (1961–1965) i na festiwalu operowym w Glyndebourne (1964–1965, 1968). W 1964 roku wystąpił w nowojorskiej Carnegie Hall, gdzie poprowadził wykonanie opery Capuleti i Montecchi. W 1966 roku po raz pierwszy dyrygował w Metropolitan Opera, prowadząc przedstawienie opery Andrea Chénier. W 1969 roku debiutował w Covent Garden Theatre w Londynie, gdzie poprowadził Otella. Od 1983 do 1988 roku prowadził Münchner Rundfunkorchester w Monachium.
Zasłynął jako interpretator XIX-wiecznego włoskiego repertuaru operowego, dokonał licznych nagrań płytowych. Zajmował się również komponowaniem, napisał 4 opery, a także Requiem, symfonię, koncerty potrójne na puzon, kornet i fagot oraz obój, klarnet i trąbkę.